# Patience (poema)
Patience (em inglês médio: Pacience) é um poema aliterativo em inglês médio escrito no final do século XIV. Seu autor, cuja identidade é desconhecida, é chamado de "Poeta de Pearl" ou o "Poeta-Gawain", parece, com base nas evidências de estilo e de dialeto, ser também o autor de Sir Gawain and the Green Knight, Pearl, e Cleanness(todos de cerca de 1360-95) e que pode ter composto St. Erkenwald. Pensa-se que isso é verdade devido ao fato de que o vocabulário do autor provém do dialeto do noroeste das Midlands, entre Shropshire e Lancashire.